# 遊園驚夢 (小說)
《遊園驚夢》是白先勇早期的短篇小說，於1966年在《現代文學》第三十期發表。先後收錄在小說集《遊園驚夢》和《臺北人》中。小說約一萬四千字，長度是白先勇其他短篇小說的兩至三倍。作者在這篇小說裡運用了大量的「意識流」和「平行」手法，表現現實與回憶的時空轉換。

## 內容簡介
在台灣南部寡居多年的錢夫人藍田玉，獲邀到台北參加竇夫人桂枝香所開盛大宴會，宴會有人清唱崑曲「遊園驚夢」。由於宴會裏的人物和景象，和當年桂枝香三十歲生日的宴會相似，使她觸景生情，在宴會中不自覺地多次的勾起往日的記憶，往事歷歷在目。
當年二十歲的藍田玉，在南京得月臺秦淮河得月臺以正派「崑腔」清唱崑曲《遊園驚夢》聞名，被稱為「女梅蘭芳」及「崑曲皇后梅派正宗傳人」。年近六十的老將軍錢鵬志在得月臺聽了她的《遊園驚夢》後，朝思暮想，心裡怎麼也丟不下，認為能有她伴在身邊唱幾句《遊園驚夢》作娛，下半輩子便滿足了，於是娶她回去作填房夫人。她在錢將軍的萬般寵愛下，過著榮華富貴的上流社會生活。但可惜，正如瞎子師娘所預言，藍田玉「長錯了一根骨頭」，她癡戀上錢將軍的參謀鄭彥青，後來鄭彥青又被她的胞妹月月紅奪走。為此藍田玉肝腸寸斷、傷心不已。

## 小說人物
| 人物   | 簡介 |
| 錢鵬志 | 錢將軍，將近六十歲時娶廿歲的女伶藍田玉。已歿。 |
| 藍田玉 | 錢夫人，得月臺姊妹淘排第五，廿歲時在南京得月臺清唱崑曲《遊園驚夢》走紅，被老將軍錢鵬志娶為填房夫人。後來寡居於台灣南部。愛上鄭彥青，但被胞妹奪走。                     |
| 月月紅 | 藍田玉的胞妹，得月臺姊妹淘排十七，奪走了胞姊的情人鄭彥青。 |
| 鄭彥青 | 錢將軍的隨從參謀，先和藍田玉有私情，後被月月紅奪走。 |
| 竇瑞生 | 竇長官。南京時當次長，現在已升為長官。 |
| 桂枝香 | 竇夫人，得月臺姊妹淘排第三。本來任子久己下了聘禮，但被胞妺搶走，多年後嫁竇瑞生作姨太太，後來扶正。竇瑞生升官後，過著奢華的上流社會生活，居於台北。為人懂世故、有擔待。 |
| 蔣碧月 | 桂枝香的胞妹，得月臺姊妹淘排十三，外號天辣椒，為人愛佔鋒頭，當年攔腰奪走了胞姊的任子久，做了任的姨太太。任死後她搬出任家，憑遺產過著舒適生活。                         |
| 程參謀 | 竇長官的參謀。三十多歲，英發而帶幾分溫柔的男人。 |